# Joachim Hellgreve
Joachim Hellgreve (* 31. Dezember 1887 in Berlin; † 30. März 1956 in Bad Langensalza) war ein deutscher Maler und Restaurator.

## Leben und Werk
Joachim Hellgrewe (später Hellgreve) war der Sohn des Landschaftsmalers Rudolf Hellgrewe. Bei ihm und Theodor Kutschmann (1843–1901) erhielt er an der Lehranstalt des Berliner Kunstgewerbemuseums seine erste künstlerische Ausbildung, ehe er später in Berlin studierte. Hellgreve nahm am Ersten Weltkrieg teil und wurde schwer verwundet. Nach dem Krieg arbeitete er als freischaffender Künstler, vor allem mit Landschafts- und Stadtansichten, und als Restaurator in Langensalza und Kurator in Halle/Saale. U. a. war er 1928 an Restaurierungsarbeiten in der Marktkirche St. Bonifacii in Langensalza beteiligt. 1927 erhielt Hellgreve von der Stadt Langensalza den Auftrag zur Fertigung von vier Bildern mit Stadtansichten, die „zur Hebung des Fremdenverkehrs“ dienen sollen. 1932 beteiligte sich Hellgrewe am Kunstwettbewerb für die Olympischen Sommerspiele in Los Angeles. Zusammen mit dem Maler und Grafiker Andreas Niessen entwarf er die Siegel der Gemeinden des Eichsfelds, u. a. von Effelder. 1952 schuf er das neue Wappen für die Stadt Bad Langensalza.

## Werke (Auswahl)
- Schloss Friedenstein (Tafelbild, Öl, 1927; im Bestand der Stiftung Schloss Friedenstein, Gotha)[5]
- Partie in Langensalza (Gouache, um 1930)[6]
- Weite Berglandschaft (Gouache)[7]
- Sonnige Landschaft (Gouache)[8]
- Zwei Kirchen in Gotha (Tafelbild, 1935)[9]
- Mansfelder Kupferschieferrevier (Tafelbild, Öl; ausgestellt 1947 auf der 1. Landesausstellung Bildender Künstler Thüringens)[10]

## Ausstellungsbeteiligungen
- 1912 Berlin, Werkmeisters Kunstsalon („Märkische Landschaft“)[11]
- um 1937 Bitterfeld, Museum („Unsere Heimat im Bilde“)[12]
- 1947 Erfurt, Thüringenhalle (1. Landesausstellung Bildender Künstler Thüringens)